# Polymer Advanced technology
Polymer Advanced technology é uma revista científica, publicada pela John Wiley & Sons, especializada em avanços na tecnologia de polímeros, tendo como editor chefe Dr Abraham Domb, com fator de impacto de 1.635, Online ISSN 1099-1581.